# Filippo Masci
Filippo Masci (Francavilla al Mare, 29 settembre 1844 – Napoli, 7 dicembre 1922) è stato un filosofo e politico italiano.

## Biografia
Nato in una famiglia della borghesia abruzzese, perse il padre Guglielmo all'età di 4 anni. Frequentò il collegio Giambattista Vico di Chieti e, completati gli studi liceali, fu allievo del professor Mola, che gli insegnò filosofia, scienze e matematica. Iniziò nel 1862 gli studi di giurisprudenza all'Università di Napoli, dove si laureò nel 1866, ed in seguito studiò scienze politico-amministrative. Cominciò ad approfondire le sue conoscenze filosofiche grazie alle lezioni tenute da Bertrando Spaventa nella stessa città. Influenzato dalla sua formazione universitaria e dallo stesso Spaventa, al centro dei suoi primi studi c'era il pensiero di Kant e Hegel.
Nel 1875 ottenne la cattedra di professore reggente di filosofia presso il liceo di Chieti, prima dell'abilitazione che gli fu consegnata nel 1879 a Pisa. Inoltre sempre nel 1875 venne nominato vincitore di un concorso della Reale Accademia delle scienze morali e politiche grazie ad un saggio sulla Critica della ragion pura. Nel 1882 divenne libero docente di filosofia teoretica all'Università di Napoli e, l'anno successivo, di storia della filosofia presso l'Università di Pavia. Nel 1883 abbandonò l'insegnamento a Chieti per recarsi a Padova, dove era stato nominato professore straordinario di filosofia morale. All'istituto scolastico lasciò numerosi scritti sulla filosofia antica. Un anno dopo divenne professore ordinario all'Università di Napoli.
Nel 1893 ottenne la carica di rettore dell'Università di Napoli e nel 1894 di consigliere comunale della medesima città. Nel corso della sua carriera politica fu eletto deputato dal collegio di Ortona al Mare per la XIX legislatura (1895-1897) e fu un sostenitore di Gabriele D'Annunzio. Nel 1913 entrò nel Senato del Regno, dove intervenne più volte sul tema dell'istruzione pubblica. Sosteneva la maggiore importanza della formazione classica rispetto a quella tecnica o scientifica nelle scuole secondarie. 

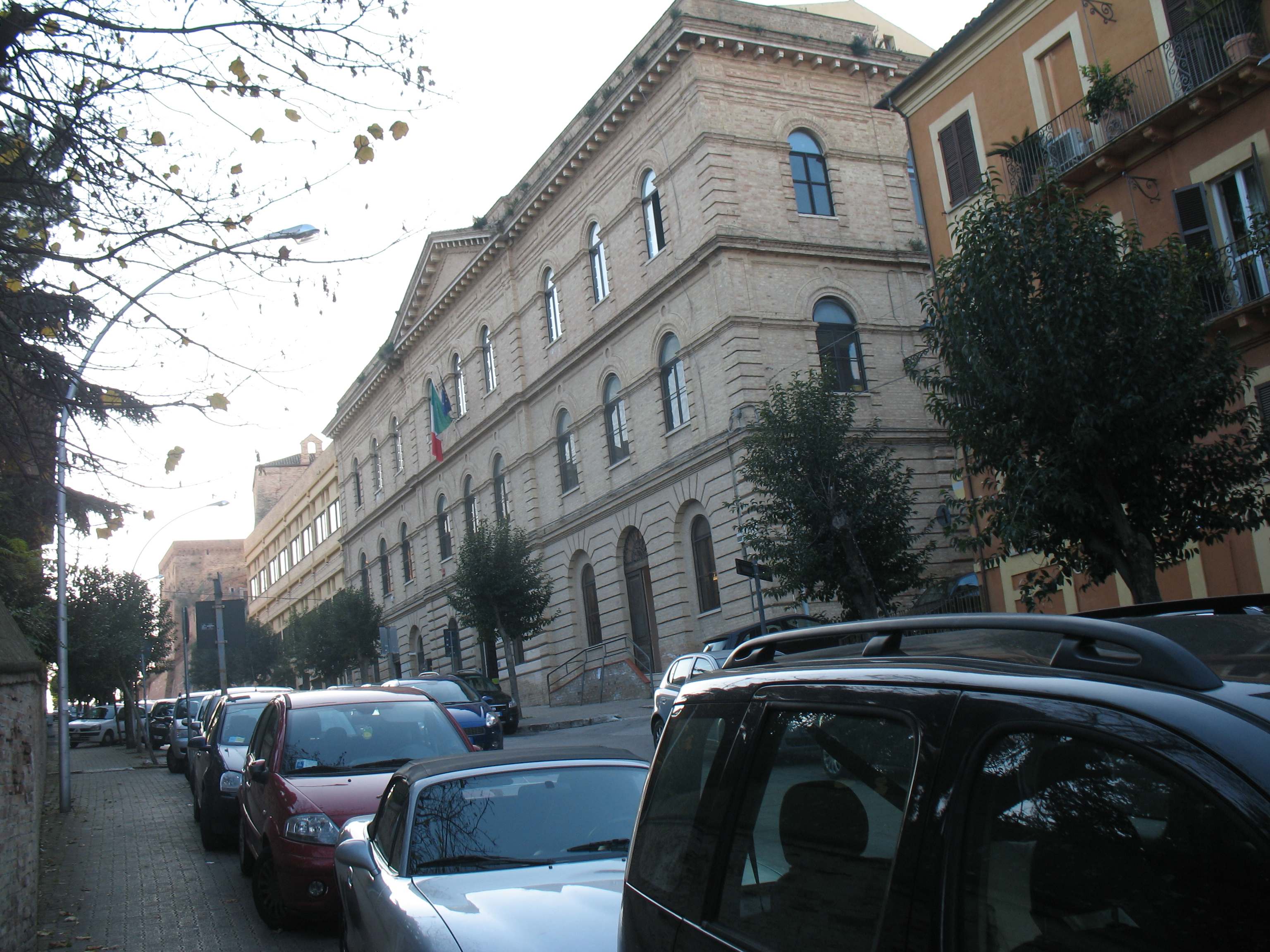
Liceo scientifico Filippo Masci a Chieti

Fu Presidente dell'Accademia di lettere ed arti della Società Reale di Napoli, socio della Regia Accademia dei Lincei, membro del Consiglio superiore dell'Istruzione Pubblica e di altre istituzioni culturali. Nel 1918 presso l'Accademia dei Lincei difese l'importanza di Kant e Fichte in contrasto con le parole di Luigi Luzzati che li aveva criticati per essere filosofi tedeschi. Dopo la morte avvenuta il 7 dicembre 1922, fu eretto un busto commemorativo a Francavilla al Mare e nel 1923 il neonato liceo scientifico di Chieti fu intitolato in suo onore.

### Vita privata
Nel corso della sua carriera di insegnante conobbe Edoardo Scarfoglio e Gabriele D'Annunzio, che continuò a frequentare negli anni successivi. Inoltre fu tenuto in grande considerazione da Bertrardo Spaventa. Nel 1888 sposò una lontana parente di sua madre, entrambe appartenenti alla famiglia Tattoni di Bellante. Dal matrimonio nacquero tre figli.

### Il pensiero
Poco prima di morire pubblicò Pensiero e conoscenza, in cui sono racchiusi gli aspetti più importanti del suo pensiero, che oggi è poco studiato. Ebbe molteplici interessi (filosofia, psicologia, sociologia, pedagogia, diritto e storia) ed è considerato uno dei più importanti esponenti italiani del neokantismo, avendo rifiutato sia alcune posizioni filosofiche di Spaventa, sia l'affermato positivismo di Roberto Ardigò, che escludeva ogni possibile principio "a priori" della conoscenza. La ripresa della filosofia di Immanuel Kant fu segnata dalla convinzione che fosse sbagliato ridurre la realtà a pura rappresentazione, ma anche dal tentativo di studiare la genesi psicologica delle categorie di Kant e quindi negare la loro formulazione numericamente rigida. Nel Materialismo psicofisico cercò di dimostrare l'unità tra anima e natura in una concezione psicofisica della realtà, ma i suoi lavori furono criticati da Giovanni Gentile, anche a causa della mancata adesione al neoidealismo.

## Opere
- Le forme dell'intuizione, Del Vecchio, Chieti 1881.
- Le teorie sulla formazione naturale dell'istinto. Memoria letta alla R. Accademia di Scienze Morali e Politiche della Società Reale di Napoli. Napoli: Tipografia della Regia Università, 1893
- Il materialismo psico-fisico e la dottrina del parallelismo in psicologia, “Atti dell'Accademia di Napoli”, Napoli 1901.
- Intellettualismo e pragmatismo, “Atti della Regia Accademia delle Scienze morali e politiche”, Napoli, 1911.
- Quantità e misura nei fenomeni psichici. Memoria letta all'Accademia di Scienze Morali e Politiche della Società Reale di Napoli. Napoli: Federico Sangiovanni & Figlio, 1915
- Della misura indiretta in psicologia. Conoscenza scientifica e conoscenza matematica. Napoli: Federico Sangiovanni & Figlio, 1916
- Credenza e conoscenza, “Atti dell'Accademia di Napoli”, Napoli, 1920.
- Pensiero e conoscenza, Bocca Editori, Torino 1922.